# 24. Festiwal Polskich Filmów Fabularnych w Gdyni
24. Festiwal Polskich Filmów Fabularnych odbył się w 1999 w Gdyni.

## Laureaci
Złote Lwy dla najlepszego filmu: Krzysztof Krauze Dług
Złote Lwy dla producenta najlepszego filmu: Juliusz Machulski Dług
- Nagroda specjalna jury: Jerzy Stuhr Tydzień z życia mężczyzny
- Nagroda jury:
  - Jerzy Hoffman za twórcze zamknięcie ekranizacji sienkiewiczowskiej epopei Ogniem i mieczem
  - Marek Kondrat za główną rolę i reżyserię filmu Prawo ojca

Nagrody indywidualne:
- reżyseria (ex aequo):
  - Maciej Dutkiewicz Fuks
  - Lech Majewski Wojaczek
- scenariusz: nagrody nie przyznano
- debiut reżyserski: Urszula Urbaniak Torowisko
- pierwszoplanowa rola kobieca: Katarzyna Figura Ajlawju
- pierwszoplanowa rola męska: Andrzej Chyra Dług
- drugoplanowa rola kobieca: Ewa Telega Córy szczęścia
- drugoplanowa rola męska: Janusz Gajos Fuks
- zdjęcia: Witold Sobociński Wrota Europy
- muzyka: Michał Urbaniak Dług
- scenografia: Andrzej Haliński Ogniem i mieczem
- dźwięk: Jan Freda Królowa Aniołów
- montaż: Marcin Bastkowski i Cezary Grzesiuk Ogniem i mieczem
- kostiumy: Magdalena Tesławska i Paweł Grabarczyk Wrota Europy

Nagroda Dziennikarzy: Krzysztof Krauze Dług
Złoty Klakier dla najdłużej oklaskiwanego filmu: Marek Kondrat Prawo ojca
Nagroda Stowarzyszenia Filmowców Polskich za twórcze przedstawienie współczesności: Tydzień z życia mężczyzny, reż. Jerzy Stuhr
Nagroda Prezydenta Gdyni za debiut aktorski: Ewa Lorska i Karolina Dryzner – Torowisko
Nagroda Prezesa Zarządu TVP: Jerzy Hoffman Ogniem i mieczem

## Jury
- Tadeusz Chmielewski (przewodniczący) – reżyser, scenarzysta
- Stanisław Różewicz – reżyser, scenarzysta
- Marek Łochwicki – dyrektor i prezes Zarządu Fundacji Video Studio Gdańsk
- Rafał Marszałek – krytyk literacki i filmowy
- Andrzej Mleczko – artysta plastyk
- Jerzy Pilch – prozaik, felietonista
- Jerzy Radziwiłowicz – aktor teatralny i filmowy
- Anna Romantowska – aktorka teatralna i filmowa
- Kurt Weber – operator, reżyser

## Filmy konkursowe
4 w 1, reż. Lech Mackiewicz
Ajlawju, reż. Marek Koterski
Córy szczęścia, reż. Marta Meszaros
Dług, reż. Krzysztof Krauze
Egzekutor, reż. Filip Zylber
Fuks, reż. Maciej Dutkiewicz
Jak narkotyk, reż. Barbara Sass
Królowa aniołów, reż. Mariusz Grzegorzek
Krugerandy, reż. Wojciech Nowak
Moja Angelika, reż. Stanisław Kuźnik
Na koniec świata, reż. Magdalena Łazarkiewicz
O dwóch takich, co nic nie ukradli, reż. Łukasz Wylężałek
O rety, moja babcia ma chłopaka, reż. Witold Świętnicki
Ogniem i mieczem, reż. Jerzy Hoffman
Operacja „Koza”, reż. Konrad Szołajski
Operacja Samum, reż. Władysław Pasikowski
Prawo ojca, reż. Marek Kondrat
Sabina, reż. Kazimierz Tarnas
Skok, reż. Piotr Starzak
Torowisko, reż. Urszula Urbaniak
Tydzień z życia mężczyzny, reż. Jerzy Stuhr
Wojaczek, reż. Lech J. Majewski
Wrota Europy, reż. Jerzy Wójcik

## Pokazy specjalne
Kiler-ów 2-óch, reż. Juliusz Machulski
Pan Tadeusz, reż. Andrzej Wajda